# Rotacja różnicowa

Film poklatkowy ze zbliżenia Voyagera 1 do Jowisza, ukazujący rotację różnicową atmosfery planety, a także obrót Wielkiej Czerwonej Plamy.

Rotacja różnicowa – obrót ciała, w przypadku którego różne części ciała poruszają się z różną prędkością kątową. Rotacja różnicowa nie zachodzi w przypadku ciał sztywnych.
W przypadku zwartych ciał zbudowanych z substancji płynnych, takich jak gwiazdy i gazowe olbrzymy, obserwowane są różnice prędkości rotacji w obszarach o różnej szerokości astro- i planetograficznej. Rotację różnicową obserwuje się także w przypadku obiektów niezwartych, takich jak galaktyki, w których prędkość obiegu gwiazd wokół jądra zależy od odległości od niego.

## Rotacja różnicowa Słońca
Różne tempo obrotu na różnych szerokościach heliograficznych gwiazdy wpływa na długość okresu obrotu struktur widocznych na powierzchni Słońca, które poruszają się wolniej, gdy są położone bliżej biegunów słonecznych.
| Szerokość heliograficzna | Czas rotacji (dni) |
| ------------------------ | ------------------ |
| 0°                       | 24,7               |
| 35°                      | 26,7               |
| 40°                      | 28,0               |
| 75°                      | 33,0               |